# Јароу Појнт (Вашингтон)
Јароу Појнт (енгл. Yarrow Point) град је у америчкој савезној држави Вашингтон. По попису становништва из 2010. у њему је живело 1.001 становника.

## Демографија
Према попису становништва из 2010. у граду је живело 1.001 становника, што је 7 (0,7%) становника мање него 2000. године.
| Група             | 2000.       | 2010.       |
| Белци             | 932 (92,5%) | 852 (85,1%) |
| Афроамериканци    | 8 (0,8%)    | 1 (0,1%)    |
| Азијати           | 32 (3,2%)   | 88 (8,8%)   |
| Хиспаноамериканци | 20 (2,0%)   | 16 (1,6%)   |
| Укупно            | 1.008       | 1.001       |